# Hagmans Konditori
Hagmans Konditori, med undertiteln en revyretro med kaffesmak, är en revymusikal med Galenskaparna och After Shave, skriven av Claes Eriksson med Kerstin Granlund som regiassistent. Förutom Anders, Jan, Knut och Per så medverkar Pernilla Emme i musikalen. Kerstin Granlund och Claes Eriksson är dock inte med i uppsättningen.
Dessutom medverkar fem dansare och Den ofattbara orkestern.

## Handling
Hagmans Konditori handlar om fyra män i övre medelåldern som träffas på en modern kaffebar. Med tiden så förstår de att de alla känner varann från ungdomsåren, och att kaffebaren är kondiset som de alltid gick till. Minnena och nostalgin blir så stora att de inför sina och allas ögon förflyttas tillbaka i tiden samtidigt som kaffebaren återigen blir Hagmans konditori. 
Alltihop har blivit dåtid, rockabilly och 60-tal i en mix av sång, musik och dans – innan dåtid blir nutid igen, men då allt är ändå roligt då Hagmans konditori har återuppstått genom att bli "Retro".

## Rollista
- Anders Eriksson spelas av Jan Rippe.
- Jan Rippe spelas av Per Fritzell.
- Knut Agnred och Rizzo spelas av Anders Eriksson.
- Per Fritzell spelas av Knut Agnred.
- Fru Hagman och fröken Hagman spelas av Pernilla Emme.